# 鴨綠江線
鴨綠江線（朝鲜语：／ Amnokgang sŏn */?）是朝鮮民主主義人民共和國的一條鐵道線路，站點為平安北道的富丰站到鴨綠江站。

## 路线概况
- 距离：4.1km
- 车站数：2
- 轨距：1435mm
- 电气化区间：无
- 复线区间：无